# Ernst Christian Gottlieb Reinhold
Ernst Christian Gottlieb Jens Reinhold, född den 18 oktober 1793 i Jena, död där den 17 september 1855, var en tysk filosof. Han var son till Carl Leonhard Reinhold. 
Reinhold var från 1822 privatdocent samt från 1824 professor i logik och metafysik vid universitetet i Jena. Han utgick liksom fadern från Kants filosofi, som han utvecklade till idealrealism och spekulativ teism.